# FLY HIGH (かわはらなつみ)
『FLY HIGH』（フライ ハイ）は、かわはらなつみによる日本の漫画作品。かわはらのデビュー作である。『ちゃお』の派生誌である『ChuChu』（小学館）の2005年夏の増刊号に掲載された。近年の『ちゃお』では珍しい、男性が主人公の漫画である。

## ストーリー
主人公河内飛鳥は、イケメンの男子高校生で、同じクラスのてっちゃんとは仲良し。そんな飛鳥は視線を感じるが、それはてっちゃんに向けられたものであった。その東森さんはてっちゃんに片思いしている。飛鳥は東森さんの相談に乗って2人の距離を縮めようとする。

## 登場人物
河内飛鳥
イケメン台詞高校生（1年）。てっちゃんと仲が良い。東森さんの相手をしているうちに淡い恋心を抱く。
てっちゃん
名字は北村。飛鳥と同じクラスの男子学生。背が高く、軟式野球部に所属している。てっちゃん自身は東森さんからの片思いに気づいていない様子。
東森さん
てっちゃんのことが好きなのだが、声をかけられない。

## 単行本
- 単行本『親指の秘めごと』に収録されている。